# Sztárban sztár leszek! (első évad)
A Sztárban sztár leszek! című zenés tehetségkutató első évada 2019. szeptember 1-jén vette kezdetét a TV2-n.
2019 tavaszán derült ki, hogy ebben az évben a Sztárban sztár új formában kerül képernyőre. A TV2 Csoportnál több hónapon keresztül készült a saját fejlesztésű új formátum, melyben a tehetségkutatókhoz hasonlóan civilek szerepelnek. A műsor első casting felhívása még Sztárban sztár: Talent show munkacímmel április 18-án jelent meg a produkció Instagram-oldalán. A műsor készítői több vidéki városban is tartottak meghallgatást: Székesfehérvár, Győr, Szeged, Békéscsaba, Debrecen, Nagyvárad, Eger, Nyíregyháza, Zalaegerszeg, Kecskemét, Miskolc, Kaposvár, Pécs, Révkomárom. Később bejelentették, hogy ez lesz a csatorna egyik legfontosabb műsora az év második felében, illetve a hagyományos Sztárban sztárral ellentétben tartalmazni fog előre felvett és élő adásokat is.
A zsűrit az első évadban a Sztárban sztár négy korábbi versenyzője alkotta: Bereczki Zoltán (2013 győztes), Horváth Tamás (2017 győztes), Tóth Gabi (2015 döntős) és Pápai Joci (2017 döntős). A zsűritagok egyben mesterek is. Tóth Gabi várandóssága miatt az utolsó két adásban a nővére, Tóth Vera (2014 döntős) vette át a helyét. A műsorvezetői feladatokat Tilla látta el.
Az évad tizenhárom részes volt, vasárnaponként sugározta a TV2. A döntőre november 24-én került sor, ahol az első széria győztese Békefi Viktória lett, így ő nyerte el „Magyarország legsokoldalúbb előadója” címet 2019-ben. Az élő adások során összesen 68 produkciót és 82 átalakulást láthattak a nézők.

## Adások felvételről

### Válogatók
Az alábbi versenyzők kaptak legalább egy igent valamelyik mestertől a válogatók során:
| 1. válogató (szeptember 1.) - Borsányi Dániel - Dr. Nagy Gábor Gergely - Horváth László - Nagy Bennett - Szakács Róbert - Molnár Kinga - Auth Gábor - Gyulai Viktória - Czigány Judit - Tasnádi Bence | 2. válogató (szeptember 8.) - Szarka László (Bikicsunáj) - Dr. Pallya Kata - Kocsis Renáta - Rákóczi Judit - Derzsi György - Németh Patrícia - Főző János - Czabán Gábor - Kurcz Alexandra - Szakály Gergő - Gallai Gyula - Gábor Anita - Siklósi Balázs - Lengyel Johanna - Molnár Dániel József - Krajnik-Balogh Gábor - Mogyoróssy Adrienn | 3. válogató (szeptember 15.) - Miroslav Sýkora - Ilyés Jenifer - Mohr Vivien - Szabó Kitti - Sipos Dániel - Bokor Marianna | 4. válogató (szeptember 22.) - Plauterová Drahomira (Dargi) - Varga Dávid - Rghei Sara - Cseh Dávid Péter - Pál Zoltán - Enyedi Diana - Békefi Viktória - Misurák Tünde - Feng Ya Ou Ferenc - Farkas Sándor Lajos - Sebestyén Katja - Oláh Csaba |

2019. október 5-én volt látható a Sztárban sztár NEM leszek!, a műsor különkiadása, ahol a válogatók leggyengébb produkciót mutatták be. Ezt a különkiadást december 31-én, szilveszter este a csatorna megismételte.

### Középdöntők

#### 1. középdöntő (szeptember 29.)
A középdöntő első részében Tóth Gabi és Pápai Joci alakította ki csapatát.
| #                  | Előadó            | Dal                         | Eredeti előadó    | Eredmény                  | Székeken helyet foglaló versenyzők | Székeken helyet foglaló versenyzők | Székeken helyet foglaló versenyzők |
| #                  | Előadó            | Dal                         | Eredeti előadó    | Eredmény                  | 1. szék                            | 2. szék                            | 3. szék                            |
| Tóth Gabi csapata  | Tóth Gabi csapata | Tóth Gabi csapata           | Tóth Gabi csapata | Tóth Gabi csapata         | Tóth Gabi csapata                  | Tóth Gabi csapata                  | Tóth Gabi csapata                  |
| ------------------ | ----------------- | --------------------------- | ----------------- | ------------------------- | ---------------------------------- | ---------------------------------- | ---------------------------------- |
| 1                  | Bokor Mariann     | Private Dancer              | Tina Turner       | Szék → Ellopták → Kiesett | Bokor Mariann                      | üres                               | üres                               |
| 2                  | Siklósi Balázs    | Még nem veszítehetek        | Zámbó Jimmy       | Szék → Kiesett            | Bokor Mariann                      | Siklósi Balázs                     | üres                               |
| 3                  | Illyés Jenifer    | Kiss / Cream                | Prince            | Szék → Továbbjutott       | Bokor Mariann                      | Siklósi Balázs                     | Illyés Jenifer                     |
| 4                  | Kurcz Alexandra   | New Rules                   | Dua Lipa          | Kiesett                   | Bokor Mariann                      | Siklósi Balázs                     | Illyés Jenifer                     |
| 5                  | Szabó Kitti       | All About That Bass         | Meghan Trainor    | Kiesett                   | Bokor Mariann                      | Siklósi Balázs                     | Illyés Jenifer                     |
| 6                  | Gallai Gyula      | Sajtból van a hold          | Demjén Ferenc     | Kiesett                   | Bokor Mariann                      | Siklósi Balázs                     | Illyés Jenifer                     |
| 7                  | Miroslav Sýkora   | A felszarvazottak balladája | Deák Bill Gyula   | Kiesett                   | Bokor Mariann                      | Siklósi Balázs                     | Illyés Jenifer                     |
| 8                  | Németh Patrícia   | Sorskerék                   | Tóth Vera         | Kiesett                   | Bokor Mariann                      | Siklósi Balázs                     | Illyés Jenifer                     |
| 9                  | Mohr Vivien       | Whenever, Wherever          | Shakira           | Szék → Kiesett            | Bokor Mariann                      | Mohr Vivien                        | Illyés Jenifer                     |
| 10                 | Sebestyén Katja   | Toy                         | Netta             | Szék → Továbbjutott       | Bokor Mariann                      | Sebestyén Katja                    | Illyés Jenifer                     |
| 11                 | Borsányi Dániel   | Szeretlek valamiért         | Mester Tamás      | Szék → Továbbjutott       | Borsányi Dániel                    | Sebestyén Katja                    | Illyés Jenifer                     |
| Pápai Joci csapata |                   |                             |                   |                           |                                    |                                    |                                    |
| 1                  | Pallya Kata       | Mindig hinni kell           | Szűcs Judith      | Kiesett                   | üres                               | üres                               | üres                               |
| 2                  | Enyedi Diána      | Girlfriend                  | Avril Lavigne     | Szék → Kiesett            | Enyedi Diána                       | üres                               | üres                               |
| 3                  | Czabán Gábor      | Sexbomb                     | Tom Jones         | Szék → Kiesett            | Enyedi Diána                       | Czabán Gábor                       | üres                               |
| 4                  | Varga Dávid       | Feeling Good                | Michael Bublé     | Szék → Továbbjutott       | Enyedi Diána                       | Czabán Gábor                       | Varga Dávid                        |
| 5                  | Békefi Viktória   | Express Yourself            | Madonna           | Szék → Továbbjutott       | Békefi Viktória                    | Czabán Gábor                       | Varga Dávid                        |
| 6                  | Czigány Judit     | Rise Like a Phoenix         | Conchita Wurst    | Szék → Kiesett            | Békefi Viktória                    | Czigány Judit                      | Varga Dávid                        |
| 7                  | Tasnádi Bence     | Wicked Game                 | Chris Isaak       | Szék → Továbbjutott       | Békefi Viktória                    | Tasnádi Bence                      | Varga Dávid                        |
| 8                  | Szarka László     | Think About the Way         | ICE MC            | Kiesett                   | Békefi Viktória                    | Tasnádi Bence                      | Varga Dávid                        |

#### 2. középdöntő (október 6.)
A középdöntő második részében Horváth Tamás és Bereczki Zoltán alakította ki csapatát.
| #                       | Előadó                  | Dal                              | Eredeti előadó                      | Eredmény                       | Székeken helyet foglaló versenyzők | Székeken helyet foglaló versenyzők | Székeken helyet foglaló versenyzők |
| #                       | Előadó                  | Dal                              | Eredeti előadó                      | Eredmény                       | 1. szék                            | 2. szék                            | 3. szék                            |
| Bereczki Zoltán csapata | Bereczki Zoltán csapata | Bereczki Zoltán csapata          | Bereczki Zoltán csapata             | Bereczki Zoltán csapata        | Bereczki Zoltán csapata            | Bereczki Zoltán csapata            | Bereczki Zoltán csapata            |
| ----------------------- | ----------------------- | -------------------------------- | ----------------------------------- | ------------------------------ | ---------------------------------- | ---------------------------------- | ---------------------------------- |
| 1                       | Feng Ya Ou              | Ballag a katona                  | Szikora Róbert (R-GO)               | Szék → Ellopták → Továbbjutott | üres                               | üres                               | Feng Ya Ou                         |
| 2                       | Lengyel Johanna         | Bring Me to Life                 | Amy Lee (Evanescence)               | Szék → Továbbjutott            | üres                               | Lengyel Johanna                    | Feng Ya Ou                         |
| 3                       | Szakály Gergő           | Állj, vagy lövök!                | Kiki (Első Emelet)                  | Kiesett                        | Szakály Gergő                      | Lengyel Johanna                    | Feng Ya Ou                         |
| 4                       | Rákóczi Judit           | Bad Romance                      | Lady Gaga                           | Kiesett                        | Szakály Gergő                      | Lengyel Johanna                    | Feng Ya Ou                         |
| 5                       | Pál Zoltán              | Sacrifice                        | Elton John                          | Kiesett                        | Szakály Gergő                      | Lengyel Johanna                    | Feng Ya Ou                         |
| 6                       | Plauterová Drahomira    | Zombie                           | Dolores O’Riordan (The Cranberries) | Kiesett                        | Szakály Gergő                      | Lengyel Johanna                    | Feng Ya Ou                         |
| 7                       | Gyulai Viktória         | Next to Me                       | Emeli Sandé                         | Kiesett                        | Szakály Gergő                      | Lengyel Johanna                    | Feng Ya Ou                         |
| 8                       | Oláh Csaba              | Più che puoi                     | Eros Ramazzotti és Cher             | Kiesett                        | Szakály Gergő                      | Lengyel Johanna                    | Feng Ya Ou                         |
| 9                       | Farkas Lajos            | Hamu és gyémánt                  | Cserháti Zsuzsa                     | Szék → Továbbjutott            | Farkas Lajos                       | Lengyel Johanna                    | Feng Ya Ou                         |
| 10                      | Balogh Anna             | Tibi-tangó                       | Psota Irén                          | Kiesett                        | Farkas Lajos                       | Lengyel Johanna                    | Feng Ya Ou                         |
| 11                      | Mogyoróssy Adrienn      | Aprócska blues                   | Rúzsa Magdi                         | Szék → Továbbjutott            | Farkas Lajos                       | Lengyel Johanna                    | Mogyoróssy Adrienn                 |
| Horváth Tamás csapata   |                         |                                  |                                     |                                |                                    |                                    |                                    |
| 1                       | Sipos Dániel            | Drop It Like It’s Hot            | Snoop Dogg                          | Kiesett                        | Bokor Mariann                      | Feng Ya Ou                         | üres                               |
| 2                       | Molnár Kinga            | The Climb                        | Miley Cyrus                         | Kiesett                        | Bokor Mariann                      | Feng Ya Ou                         | üres                               |
| 3                       | Cseh Dávid              | Ez majdnem szerelem volt         | Máté Péter                          | Kiesett                        | Bokor Mariann                      | Feng Ya Ou                         | üres                               |
| 4                       | Rghei Sarah             | Ragyog a szívem                  | Mohamed Fatima                      | Kiesett                        | Bokor Mariann                      | Feng Ya Ou                         | üres                               |
| 5                       | Horváth László          | I Will Survive                   | Gloria Gaynor                       | Kiesett                        | Bokor Mariann                      | Feng Ya Ou                         | üres                               |
| 6                       | Nagy Bennett            | Enigma (Give a Bit of Mmh to Me) | Amanda Lear                         | Kiesett                        | Bokor Mariann                      | Feng Ya Ou                         | üres                               |
| 7                       | Kocsis Renáta           | Jég dupla whiskeyvel             | Charlie                             | Szék → Kiesett                 | Bokor Mariann                      | Feng Ya Ou                         | Kocsis Renáta                      |
| 8                       | Misurák Tünde           | Nobody’s Perfect                 | Jessie J                            | Szék → Továbbjutott            | Bokor Mariann                      | Feng Ya Ou                         | Misurák Tünde                      |
| 9                       | Molnár Dániel           | You Shook Me All Night Long      | Brian Johnson (AC/DC)               | Szék → Továbbjutott            | Molnár Dániel                      | Feng Ya Ou                         | Misurák Tünde                      |
| 10                      | Krajnik-Balogh Gábor    | The Fox (What Does the Fox Say?) | Bård Ylvisåker (Ylvis)              | Kiesett                        | Molnár Dániel                      | Feng Ya Ou                         | Misurák Tünde                      |

## Élő adások

### Összesített eredmények
| Csapatok Bereczki Zoltán csapata Horváth Tamás csapata Tóth Gabi csapata Pápai Joci csapata | Jelmagyarázat – A versenyző továbbjutott – A legtöbb szavazattal rendelkező versenyző (heti győztes) – A két/három legkevesebb szavazattal rendelkező versenyző – A versenyző kiesett |

| #      | Versenyző | Versenyző          | 1. adás (október 13.) | 2. adás (október 20.) | 3. adás (október 27.) | 4. adás (november 3.) | 5. adás (november 10.) | 6. adás (november 17.) | 7. adás (november 24.) |
| ------ | --------- | ------------------ | --------------------- | --------------------- | --------------------- | --------------------- | ---------------------- | ---------------------- | ---------------------- |
| 1.     |           | Békefi Viktória    | Továbbjutott          | Továbbjutott          | Továbbjutott          | Továbbjutott          | Továbbjutott           | Továbbjutott           | 1. helyezett döntőben  |
| 2.     |           | Feng Ya Ou         | Továbbjutott          | Továbbjutott          | Továbbjutott          | Továbbjutott          | Továbbjutott           | Továbbjutott           | 2. helyezett döntőben  |
| 3.     |           | Tasnádi Bence      | Továbbjutott          | Továbbjutott          | Továbbjutott          | Továbbjutott          | Továbbjutott           | Utolsó kettő           | 3. helyezett döntőben  |
| 4.     |           | Sebestyén Katja    | Továbbjutott          | Továbbjutott          | Továbbjutott          | Továbbjutott          | Továbbjutott           | Továbbjutott           | 4. helyezett döntőben  |
| 5.     |           | Misurák Tünde      | Továbbjutott          | Továbbjutott          | Továbbjutott          | Utolsó kettő          | Utolsó kettő           | Utolsó kettő           | Kiesett a 6. adásban   |
| 6.     |           | Molnár Dániel      | Továbbjutott          | Utolsó három          | Utolsó kettő          | Továbbjutott          | Utolsó kettő           | Kiesett az 5. adásban  | Kiesett az 5. adásban  |
| 7.     |           | Farkas Lajos       | Továbbjutott          | Továbbjutott          | Továbbjutott          | Utolsó kettő          | Kiesett a 4. adásban   | Kiesett a 4. adásban   | Kiesett a 4. adásban   |
| 8.     |           | Mogyoróssy Adrienn | Továbbjutott          | Továbbjutott          | Utolsó kettő          | Kiesett a 3. adásban  | Kiesett a 3. adásban   | Kiesett a 3. adásban   | Kiesett a 3. adásban   |
| 9–10.  |           | Borsányi Dániel    | Utolsó három          | Utolsó három          | Kiesett a 2. adásban  | Kiesett a 2. adásban  | Kiesett a 2. adásban   | Kiesett a 2. adásban   | Kiesett a 2. adásban   |
| 9–10.  |           | Lengyel Johanna    | Továbbjutott          | Utolsó három          | Kiesett a 2. adásban  | Kiesett a 2. adásban  | Kiesett a 2. adásban   | Kiesett a 2. adásban   | Kiesett a 2. adásban   |
| 11–12. |           | Illyés Jenifer     | Utolsó három          | Kiesett az 1. adásban | Kiesett az 1. adásban | Kiesett az 1. adásban | Kiesett az 1. adásban  | Kiesett az 1. adásban  | Kiesett az 1. adásban  |
| 11–12. |           | Varga Dávid        | Utolsó három          | Kiesett az 1. adásban | Kiesett az 1. adásban | Kiesett az 1. adásban | Kiesett az 1. adásban  | Kiesett az 1. adásban  | Kiesett az 1. adásban  |

Megjegyzés: Az első hat adásban az adások végeredménye a zsűri és a nézők által leadott szavazatszámok összesítéséből alakult ki. A döntőben csak a nézői szavazatok alakították ki a végeredményt. Az alábbi táblázatok csak a zsűri stúdióban ismertetett pontjait tartalmazzák.

### 1. adás (október 13.)
- Közös produkció: All I Am (Jess Glynne)

| #  | Előadó | Előadó             | Dal                              | Eredeti előadó                  | Pontozás        | Pontozás      | Pontozás  | Pontozás   | Pontozás | Eredmény       |
| #  | Előadó | Előadó             | Dal                              | Eredeti előadó                  |                 |               |           |            | Összesen | Eredmény       |
| #  | Előadó | Előadó             | Dal                              | Eredeti előadó                  | Bereczki Zoltán | Horváth Tamás | Tóth Gabi | Pápai Joci | Összesen | Eredmény       |
| -- | ------ | ------------------ | -------------------------------- | ------------------------------- | --------------- | ------------- | --------- | ---------- | -------- | -------------- |
| 1  |        | Misurák Tünde      | Szeress most!                    | Zséda                           | 9               | X             | 10        | 9          | 28       | Továbbjutott   |
| 2  |        | Farkas Lajos       | A város másik oldalán            | Mohamed Fatima (Fekete vonat)   | X               | 10            | 9         | 10         | 29       | Továbbjutott   |
| 3  |        | Illyés Jenifer     | Remete lány                      | Zoltán Erika                    | 8               | 9             | X         | 8          | 25       | Kiesett        |
| 4  |        | Varga Dávid        | Egy szál harangvirág             | Szécsi Pál                      | 8               | 8             | 7         | X          | 23       | Kiesett        |
| 5  |        | Lengyel Johanna    | Titanium                         | Sia                             | X               | 9             | 9         | 9          | 27       | Továbbjutott   |
| 6  |        | Borsányi Dániel    | Vakáció-ó-ó                      | Dolly (Dolly Roll)              | 7               | 10            | X         | 10         | 27       | Utolsók előtti |
| 7  |        | Molnár Dániel      | Summer in the City               | Joe Cocker                      | 8               | X             | 8         | 8          | 24       | Továbbjutott   |
| 8  |        | Sebestyén Katja    | Giant                            | Rag’n’Bone Man                  | 8               | 9             | X         | 9          | 26       | Továbbjutott   |
| 9  |        | Feng Ya Ou         | Királylány                       | Csipa (Hooligans)               | 8               | X             | 9         | 9          | 26       | Továbbjutott   |
| 10 |        | Mogyoróssy Adrienn | What About Us                    | Pink                            | X               | 9             | 9         | 9          | 27       | Továbbjutott   |
| 11 |        | Békefi Viktória    | Fehér galamb (Una Paloma Blanca) | Korda György                    | 9               | 10            | 10        | X          | 29       | Továbbjutott   |
| 12 |        | Tasnádi Bence      | Let’s Get It Started             | will.i.am (The Black Eyed Peas) | 9               | 9             | 9         | X          | 27       | Továbbjutott   |

### 2. adás (október 20.)
- Közös produkció: You Are the Only One (Sergey Lazarev)

| #  | Előadó | Előadó             | Dal                         | Eredeti előadó                   | Pontozás        | Pontozás      | Pontozás  | Pontozás   | Pontozás | Eredmény       |
| #  | Előadó | Előadó             | Dal                         | Eredeti előadó                   |                 |               |           |            | Összesen | Eredmény       |
| #  | Előadó | Előadó             | Dal                         | Eredeti előadó                   | Bereczki Zoltán | Horváth Tamás | Tóth Gabi | Pápai Joci | Összesen | Eredmény       |
| -- | ------ | ------------------ | --------------------------- | -------------------------------- | --------------- | ------------- | --------- | ---------- | -------- | -------------- |
| 1  |        | Molnár Dániel      | Szóljon hangosan az ének    | Soltész Rezső                    | 8               | X             | 8         | 8          | 24       | Utolsók előtti |
| 2  |        | Borsányi Dániel    | Őrizd az álmod!             | Vastag Csaba                     | 8               | 8             | X         | 9          | 25       | Kiesett        |
| 3  |        | Mogyoróssy Adrienn | Add már, uram, az esőt!     | Kovács Kati                      | X               | 9             | 9         | 9          | 27       | Továbbjutott   |
| 4  |        | Farkas Lajos       | Alane                       | Wes                              | X               | 8             | 7         | 7          | 22       | Továbbjutott   |
| 5  |        | Misurák Tünde      | A tranzisztor kor hajnalán  | Marót Viki (Nova Kultúr Zenekar) | 9               | X             | 10        | 10         | 29       | Továbbjutott   |
| 6  |        | Sebestyén Katja    | Vándor                      | Judy (Groovehouse)               | 8               | 9             | X         | 8          | 25       | Továbbjutott   |
| 7  |        | Lengyel Johanna    | Vigyél el                   | Katona Klári                     | X               | 9             | 8         | 9          | 26       | Kiesett        |
| 8  |        | Feng Ya Ou         | Talk Dirty                  | Jason Derulo                     | 9               | X             | 10        | 10         | 29       | Továbbjutott   |
| 9  |        | Tasnádi Bence      | Mindig az a perc a legszebb | Karády Katalin                   | 9               | 10            | 10        | X          | 29       | Továbbjutott   |
| 10 |        | Békefi Viktória    | Total Eclipse of the Heart  | Bonnie Tyler                     | 10              | 10            | 10        | X          | 30       | Továbbjutott   |

### 3. adás (október 27.)
- Közös produkció: Don’t Call Me Up (Mabel)

| # | Előadó | Előadó             | Dal                                                                            | Eredeti előadó                         | Pontozás        | Pontozás      | Pontozás  | Pontozás   | Pontozás | Eredmény      |
| # | Előadó | Előadó             | Dal                                                                            | Eredeti előadó                         |                 |               |           |            | Összesen | Eredmény      |
| # | Előadó | Előadó             | Dal                                                                            | Eredeti előadó                         | Bereczki Zoltán | Horváth Tamás | Tóth Gabi | Pápai Joci | Összesen | Eredmény      |
| - | ------ | ------------------ | ------------------------------------------------------------------------------ | -------------------------------------- | --------------- | ------------- | --------- | ---------- | -------- | ------------- |
| 1 |        | Mogyoróssy Adrienn | Party Rock Anthem                                                              | Redfoo (LMFAO)                         | X               | 8             | 8         | 8          | 24       | Kiesett       |
| 2 |        | Farkas Lajos       | This Is Me                                                                     | Keala Settle                           | X               | 7             | 7         | 8          | 22       | Továbbjutott  |
| 3 |        | Tasnádi Bence      | Californication / Give It Away                                                 | Anthony Kiedis (Red Hot Chili Peppers) | 9               | 9             | 9         | X          | 27       | Továbbjutott  |
| 4 |        | Molnár Dániel      | She Bangs                                                                      | Ricky Martin                           | 7               | X             | 6         | 8          | 21       | Utolsó előtti |
| 5 |        | Békefi Viktória    | Lose Yourself                                                                  | Eminem                                 | 9               | 9             | 9         | X          | 27       | Továbbjutott  |
| 6 |        | Feng Ya Ou         | Never Gonna Give You Up                                                        | Rick Astley                            | 9               | X             | 9         | 10         | 28       | Továbbjutott  |
| 7 |        | Misurák Tünde      | And I Am Telling You I’m Not Going                                             | Jennifer Hudson                        | 10              | X             | 10        | 10         | 30       | Továbbjutott  |
| 8 |        | Sebestyén Katja    | Bye-bye Szása / Azt csinálok, amit én akarok / Te vagy a legjobb dolog a héten | Falusi Mariann (Pa-dö-dő)              | 9               | 9             | X         | 9          | 27       | Továbbjutott  |

- Extra produkció: Szarka László „Bikicsunáj“ – Cheri, Cheri Lady / Big in Japan / What Is Love

### 4. adás (november 3.)
A negyedik adásban a versenyzők egy szólóprodukcióval és egy versenytársaikkal közös produkcióval léptek színpadra.
- Közös produkció: Minden nap nyár (Pappa Pia)

| #                | Előadó | Előadó          | Dal                           | Eredeti előadó     | Eredeti előadó     | Pontozás              | Pontozás              | Pontozás              | Pontozás              | Pontozás              | Eredmény      |
| #                | Előadó | Előadó          | Dal                           | Eredeti előadó     | Eredeti előadó     |                       |                       |                       |                       | Összesen              | Eredmény      |
| #                | Előadó | Előadó          | Dal                           | Eredeti előadó     | Eredeti előadó     | Bereczki Zoltán       | Horváth Tamás         | Tóth Gabi             | Pápai Joci            | Összesen              | Eredmény      |
| ---------------- | ------ | --------------- | ----------------------------- | ------------------ | ------------------ | --------------------- | --------------------- | --------------------- | --------------------- | --------------------- | ------------- |
| 1                |        | Békefi Viktória | Dirty                         | Christina Aguilera | Christina Aguilera | 8                     | 9                     | 9                     | X                     | 26                    | Továbbjutott  |
| 2                |        | Misurák Tünde   | I’m Still Standing            | Elton John         | Elton John         | 7                     | X                     | 8                     | 8                     | 23                    | Utolsó előtti |
| 3                |        | Molnár Dániel   | Every Breath You Take         | Sting (The Police) | Sting (The Police) | 7                     | X                     | 8                     | 9                     | 24                    | Továbbjutott  |
| 4                |        | Sebestyén Katja | Forget You                    | Cee Lo Green       | Cee Lo Green       | 8                     | 9                     | X                     | 9                     | 26                    | Továbbjutott  |
| 5                |        | Farkas Lajos    | Szervusz, itt a Dáridó!       | Lagzi Lajcsi       | Lagzi Lajcsi       | X                     | 8                     | 8                     | 7                     | 23                    | Kiesett       |
| 6                |        | Tasnádi Bence   | Faith                         | George Michael     | George Michael     | 7                     | 9                     | 8                     | X                     | 24                    | Továbbjutott  |
| 7                |        | Feng Ya Ou      | Waterloo                      | Cher               | Cher               | 10                    | X                     | 9                     | 8                     | 27                    | Továbbjutott  |
| Közös produkciók |        |                 |                               |                    |                    |                       |                       |                       |                       |                       |               |
| 8                |        | Békefi Viktória | Survivor                      | Kelly Rowland      | (Destiny’s Child)  | A zsűri nem szavazott | A zsűri nem szavazott | A zsűri nem szavazott | A zsűri nem szavazott | A zsűri nem szavazott |               |
| 8                |        | Misurák Tünde   | Survivor                      | Michelle Williams  | (Destiny’s Child)  | A zsűri nem szavazott | A zsűri nem szavazott | A zsűri nem szavazott | A zsűri nem szavazott | A zsűri nem szavazott |               |
| 8                |        | Sebestyén Katja | Survivor                      | Beyoncé Knowles    | (Destiny’s Child)  | A zsűri nem szavazott | A zsűri nem szavazott | A zsűri nem szavazott | A zsűri nem szavazott | A zsűri nem szavazott |               |
| 9                |        | Feng Ya Ou      | Everybody (Backstreet’s Back) | A.J. McLean        | (Backstreet Boys)  | A zsűri nem szavazott | A zsűri nem szavazott | A zsűri nem szavazott | A zsűri nem szavazott | A zsűri nem szavazott |               |
| 9                |        | Farkas Lajos    | Everybody (Backstreet’s Back) | Brian Littrell     | (Backstreet Boys)  | A zsűri nem szavazott | A zsűri nem szavazott | A zsűri nem szavazott | A zsűri nem szavazott | A zsűri nem szavazott |               |
| 9                |        | Molnár Dániel   | Everybody (Backstreet’s Back) | Howie Dorough      | (Backstreet Boys)  | A zsűri nem szavazott | A zsűri nem szavazott | A zsűri nem szavazott | A zsűri nem szavazott | A zsűri nem szavazott |               |
| 9                |        | Tasnádi Bence   | Everybody (Backstreet’s Back) | Nick Carter        | (Backstreet Boys)  | A zsűri nem szavazott | A zsűri nem szavazott | A zsűri nem szavazott | A zsűri nem szavazott | A zsűri nem szavazott |               |

- Extra produkció: Majka & Curtis – Supersonal

### 5. adás (november 10.)
Az ötödik adásban a versenyzők egy szólóprodukcióval és egy versenytárssal alkotott duettel léptek színpadra.
- Közös produkció: Álomhajó (Gem-B x Erős & Spigiboy x Herceg Dávid, Burai Krisztián, Kollányi Zsuzsi)

| #                | Előadó | Előadó          | Dal                              | Eredeti előadó            | Eredeti előadó            | Pontozás              | Pontozás              | Pontozás              | Pontozás              | Pontozás              | Eredmény      |
| #                | Előadó | Előadó          | Dal                              | Eredeti előadó            | Eredeti előadó            |                       |                       |                       |                       | Összesen              | Eredmény      |
| #                | Előadó | Előadó          | Dal                              | Eredeti előadó            | Eredeti előadó            | Bereczki Zoltán       | Horváth Tamás         | Tóth Gabi             | Pápai Joci            | Összesen              | Eredmény      |
| ---------------- | ------ | --------------- | -------------------------------- | ------------------------- | ------------------------- | --------------------- | --------------------- | --------------------- | --------------------- | --------------------- | ------------- |
| 1                |        | Misurák Tünde   | California Gurls                 | Katy Perry                | Katy Perry                | 8                     | X                     | 9                     | 9                     | 26                    | Utolsó előtti |
| 2                |        | Békefi Viktória | Get Down on It                   | Emilio                    | Emilio                    | 10                    | 10                    | 10                    | X                     | 30                    | Továbbjutott  |
| 3                |        | Feng Ya Ou      | Sostal dukhal                    | L.L. Junior               | L.L. Junior               | 10                    | X                     | 10                    | 10                    | 30                    | Továbbjutott  |
| 4                |        | Tasnádi Bence   | Sweet Dreams (Are Made of This)  | Annie Lennox (Eurythmics) | Annie Lennox (Eurythmics) | 10                    | 10                    | 10                    | X                     | 30                    | Továbbjutott  |
| 5                |        | Molnár Dániel   | Trambulin                        | Roy (Roy & Ádám)          | Roy (Roy & Ádám)          | 10                    | X                     | 9                     | 8                     | 27                    | Kiesett       |
| 6                |        | Sebestyén Katja | Magyarország                     | Oláh Ibolya               | Oláh Ibolya               | 10                    | 9                     | X                     | 9                     | 28                    | Továbbjutott  |
| Duett produkciók |        |                 |                                  |                           |                           |                       |                       |                       |                       |                       |               |
| 7                |        | Feng Ya Ou      | Takarítónő / Kérek egy puszikát! | Qka MC                    | (Animal Cannibals)        | A zsűri nem szavazott | A zsűri nem szavazott | A zsűri nem szavazott | A zsűri nem szavazott | A zsűri nem szavazott |               |
| 7                |        | Molnár Dániel   | Takarítónő / Kérek egy puszikát! | Ricsipí                   | (Animal Cannibals)        | A zsűri nem szavazott | A zsűri nem szavazott | A zsűri nem szavazott | A zsűri nem szavazott | A zsűri nem szavazott |               |
| 8                |        | Misurák Tünde   | It’s Raining Man                 | Martha Wash               | (The Weather Girls)       | A zsűri nem szavazott | A zsűri nem szavazott | A zsűri nem szavazott | A zsűri nem szavazott | A zsűri nem szavazott |               |
| 8                |        | Sebestyén Katja | It’s Raining Man                 | Izora Armstead            | (The Weather Girls)       | A zsűri nem szavazott | A zsűri nem szavazott | A zsűri nem szavazott | A zsűri nem szavazott | A zsűri nem szavazott |               |
| 9                |        | Békefi Viktória | Shallow                          | Lady Gaga                 | Lady Gaga                 | A zsűri nem szavazott | A zsűri nem szavazott | A zsűri nem szavazott | A zsűri nem szavazott | A zsűri nem szavazott |               |
| 9                |        | Tasnádi Bence   | Shallow                          | Bradley Cooper            | Bradley Cooper            | A zsűri nem szavazott | A zsűri nem szavazott | A zsűri nem szavazott | A zsűri nem szavazott | A zsűri nem szavazott |               |

### 6. adás – elődöntő (november 17.)
A hatodik adásban a versenyzők két szólóprodukcióval léptek színpadra. Tóth Gabit várandósága miatt testvére, Tóth Vera váltotta a zsűriben.
- Közös produkció: A mi dalunk (A Stáb)

| #  | Előadó                   | Előadó          | Dal                       | Eredeti előadó            | Pontozás        | Pontozás      | Pontozás  | Pontozás   | Pontozás | Eredmény      |
| #  | Előadó                   | Előadó          | Dal                       | Eredeti előadó            |                 |               |           |            | Összesen | Eredmény      |
| #  | Előadó                   | Előadó          | Dal                       | Eredeti előadó            | Bereczki Zoltán | Horváth Tamás | Tóth Vera | Pápai Joci | Összesen | Eredmény      |
| -- | ------------------------ | --------------- | ------------------------- | ------------------------- | --------------- | ------------- | --------- | ---------- | -------- | ------------- |
| 1  |                          | Tasnádi Bence   | U Can’t Touch This        | MC Hammer                 | 8               | 9             | 9         | X          | 26       | Utolsó előtti |
| 10 | Kell ott fenn egy ország | Tasnádi Bence   | Zorán                     | 10                        | 10              | 10            | X         | 30         |          | Utolsó előtti |
| 2  |                          | Misurák Tünde   | Tell It to My Heart       | Taylor Dayne              | 10              | X             | 9         | 9          | 28       | Kiesett       |
| 7  | Mercy                    | Misurák Tünde   | Duffy                     | 10                        | X               | 10            | 9         | 29         |          | Kiesett       |
| 3  |                          | Sebestyén Katja | Nessun dorma              | Luciano Pavarotti         | 9               | 8             | X         | 8          | 25       | Továbbjutott  |
| 6  | Szólj már                | Sebestyén Katja | Terecskei Rita (Zanzibar) | 8                         | 8               | X             | 8         | 24         |          | Továbbjutott  |
| 4  |                          | Feng Ya Ou      | Oh, Pretty Woman          | Roy Orbison               | 9               | X             | 10        | 10         | 29       | Továbbjutott  |
| 8  | Şımarık                  | Feng Ya Ou      | Tarkan                    | 10                        | X               | 10            | 10        | 30         |          | Továbbjutott  |
| 5  |                          | Békefi Viktória | Forogj, világ!            | Péter Szabó Szilvia (NOX) | 10              | 10            | 10        | X          | 30       | Továbbjutott  |
| 9  | Szilvia belépője         | Békefi Viktória | Németh Marika             | 10                        | 10              | 10            | X         | 30         |          | Továbbjutott  |

### 7. adás – döntő (november 24.)
A döntőben a versenyzők egy egyéni produkcióval és egy vendégelőadóval alkotott duettel léptek színpadra. A zsűri nem pontozott, csak szóban értékelte a produkciókat, a döntősök sorsáról kizárólag a nézői szavazatok döntöttek. 
- Közös produkció: Goodbye (Jason Derulo & David Guetta feat. Nicki Minaj & Willy William)

| # | Előadó               | Előadó          | Dal                                       | Eredeti előadó | Eredmény     |
| - | -------------------- | --------------- | ----------------------------------------- | -------------- | ------------ |
| 1 |                      | Sebestyén Katja | Hosszú, fekete haj (duett Rigó Jancsival) | Bangó Margit   | 4. helyezett |
| 5 | Je veux              | Sebestyén Katja | Zaz                                       |                | 4. helyezett |
| 2 |                      | Békefi Viktória | Ha lemegy a Nap (duett Ganxsta Zoleeval)  | Orsi           | 1. helyezett |
| 6 | Greatest Love of All | Békefi Viktória | Whitney Houston                           |                | 1. helyezett |
| 3 |                      | Tasnádi Bence   | Érintő (duett Janicsák Vecával)           | Kovács Ákos    | 3. helyezett |
| 8 | Earth Song           | Tasnádi Bence   | Michael Jackson                           |                | 3. helyezett |
| 4 |                      | Feng Ya Ou      | A fák is siratják (duett Király Lindával) | Presser Gábor  | 2. helyezett |
| 7 | Running              | Feng Ya Ou      | Kállay-Saunders András                    |                | 2. helyezett |

- Extra produkciók:
  - OliverFromEarth – Lemegy az égről a nap

| Előadók                                                         | Dal                                               | Eredeti előadók     |
| --------------------------------------------------------------- | ------------------------------------------------- | ------------------- |
| Misurák Tünde Illyés Jenifer Lengyel Johanna Mogyoróssy Adrienn | Don't Cha / When I Grow Up / Hush Hush; Hush Hush | (Pussycat Dolls)    |
| Farkas Lajos Varga Dávid Borsányi Dániel Molnár Dániel          | A ma lesz a holnap tegnapja                       | (Bergendy-együttes) |

A nézői szavazatok alapján az első évadot Békefi Viktória nyerte, így övé lett a tízmilliós milliós fődíj és a „Magyarország legsokoldalúbb előadóművésze” cím 2019-ben. Ezzel a Sztárban sztár történetében először nyert nő.

## Nézettség
A +4-es adatok a teljes lakosságra, a 18–59-es adatok a célközönségre vonatkoznak. A táblázat csak a TV2 által főműsoridőben sugárzott adások adatait mutatja.
| Epizód                 | Vetítés              | Teljes lakosság (+4) | Teljes lakosság (+4) | Teljes lakosság (+4) | Célközönség (18–59) | Célközönség (18–59) | Célközönség (18–59) | Forrás |
| Epizód                 | Vetítés              | AMR (fő)             | SHR (%)              | Heti helyezés        | AMR (fő)            | SHR (%)             | Heti helyezés       | Forrás |
| ---------------------- | -------------------- | -------------------- | -------------------- | -------------------- | ------------------- | ------------------- | ------------------- | ------ |
| 1. válogató            | 2019. szeptember 1.  | 744 730              | 19,2                 | 3.                   | 299 840             | 16,0                | 5.                  | [ 4 ]  |
| 2. válogató            | 2019. szeptember 8.  | 908 373              | 22,7                 | 2.                   | 418 383             | 21,5                | 2.                  | [ 5 ]  |
| 3. válogató            | 2019. szeptember 15. | 921 791              | 22,6                 | 2.                   | 418 294             | 20,7                | 2.                  | [ 6 ]  |
| 4. válogató            | 2019. szeptember 22. | 976 441              | 23,1                 | 1.                   | 469 467             | 22,1                | 2.                  | [ 7 ]  |
| 1. középdöntő          | 2019. szeptember 29. | 941 211              | 21,9                 | 2.                   | 461 777             | 20,7                | 2.                  | [ 8 ]  |
| 2. középdöntő          | 2019. október 6.     | 1 161 950            | 25,6                 | 1.                   | 571 180             | 24,4                | 1.                  | [ 9 ]  |
| 1. élő show            | 2019. október 13.    | 882 808              | 19,9                 | 2.                   | 458 578             | 19,5                | 2.                  | [ 10 ] |
| 2. élő show            | 2019. október 20.    | 1 006 770            | 23,2                 | 2.                   | 466 518             | 21,0                | 2.                  | [ 11 ] |
| 3. élő show            | 2019. október 27.    | 935 385              | 21,0                 | 2.                   | 442 349             | 18,6                | 2.                  | [ 12 ] |
| 4. élő show            | 2019. november 3.    | 733 645              | 16,0                 | 7.                   | 338 584             | 13,6                | 7.                  | [ 13 ] |
| 5. élő show            | 2019. november 10.   | 761 224              | 16,0                 | 6.                   | 320 551             | 12,6                | 7.                  | [ 14 ] |
| 6. élő show (Elődöntő) | 2019. november 17.   | 997 950              | 22,2                 | 2.                   | 439 161             | 18,4                | 2.                  | [ 15 ] |
| 7. élő show (Döntő)    | 2019. november 24.   | 1 054 638            | 23,9                 | 2.                   | 445 426             | 19,1                | 2.                  | [ 16 ] |